# Anastazios Jiaxis
Anastazios Jiaxis (podle jiných zdrojů Anastásios) (* 4. ledna 1961) je český politik a geofyzik, v letech 2010 až 2014 starosta Městské části Brno-Bosonohy, v letech 2006 až 2018 zastupitel této městské části, člen Strany zelených.

## Život
Původním vzděláním je geofyzik, později začal soukromě podnikat.

## Politické působení
Je členem Strany zelených a předsedou Základní organizace Strany zelených Brno-Bosonohy[zdroj?].
Do politiky vstoupil, když byl komunálních volbách v roce 2006 zvolen za SZ do Zastupitelstva Městské části Brno-Bosonohy. V listopadu 2006 se pak navíc stal radním městské části. Mandát zastupitele městské části obhájil v komunálních volbách v roce 2010 a následně byl zvolen starostou městské části. Ve volbách v roce 2014 sice obhájil za SZ post zastupitele městské části (byl lídrem kandidátky), ale vzhledem ke třetímu místu pro SZ již neobhájil funkci starosty.
Kandidoval také do Zastupitelstva města Brna, ale neuspěl jak v komunálních volbách v roce 2006, tak ani v v roce 2010 a 2014.
Kandidoval také za SZ do Zastupitelstva Jihomoravského kraje v krajských volbách v roce 2008 a v roce 2012, ale ani v jednom případě se zelení do krajského zastupitelstva nedostali. Ve volbách do Poslanecké sněmovny PČR v roce 2010 a v roce 2013 kandidoval za SZ v Jihomoravském kraji, ale ani do Poslanecké sněmovny PČR se v těchto dvojích volbách zelení nedostali.
V komunálních volbách v roce 2018 kandidoval za Zelené do Zastupitelstva města Brna (na 30. místě kandidátky), ale neuspěl. Do Zastupitelstva městské části Brno-Bosonohy již nekandidoval.